# Euselasia waponaka
Espèce
Euselasia waponaka est un insecte lépidoptère appartenant à la famille  des Riodinidae et au genre Euselasia.

## Dénomination
Euselasia waponaka a été nommée par Christian Brévignon en 2011.

## Description
Euselasia waponaka présente un dessus de couleur marron à noir à reflet bleu violet. Le revers est ocre avec une ligne orange
séparant une partie basale et une partie distale avec à l'aile postérieure une ligne submarginal de taches noires sagittées et un gros ocelle noir.
La femelle a un revers plus clair.

## Biologie
Elle est mal connue.

## Écologie et distribution
Euselasia waponaka est présent uniquement en Guyane.

### Protection
Pas de statut de protection particulier.